# آندره اوچوا
آندره اوچوا (انگلیسی: Andre Ochoa؛ زادهٔ ۲۷ ژانویهٔ ۲۰۰۲) بازیکن فوتبال اهل ایالات متحده آمریکا است.